# Tomàs de Llupià (abat de Sant Quirze)
Tomàs de Llupià, eclesiàstic català, fou abat de Sant Quirze de Colera el 1488. D'aquest abat no se'n té cap altra notícia que la inclusió als abaciologis del monestir.